# Cercanías

Logo der Cercanías

Logo der Rodalies de Catalunya

Cercanías werden von der nationalen spanischen Eisenbahngesellschaft Red Nacional de los Ferrocarriles Españoles (RENFE) betriebenen Vorortzüge genannt. In den autonomen Gebieten Katalonien und Valencia wird die katalanische Bezeichnung Rodalies verwendet.
Die Cercanías-Systeme nutzen die Infrastruktur der RENFE, die in der Regel auf spanischer Breitspur basiert. Sie zeichnen sich durch hohe Reisegeschwindigkeiten, größere Stationsabstände und modernes Fahrzeugmaterial aus. In Madrid und Barcelona werden längere Tunnelabschnitte benutzt.
In den Liniennetzplänen sind die Cercanías anhand der Liniennummern C-1, C-2 usw. zu erkennen, bzw. in Barcelona R1 bis R7.

## Cercanías-Netze
| Cercanías                 | Stadt / Ballungsraum | Anzahl der Linien | Betreiber  |
| ------------------------- | -------------------- | ----------------- | ---------- |
| Cercanías Asturias        | Asturien             | 8                 | RENFE      |
| Rodalies de Catalunya     | Barcelona            | 15                | RENFE, FGC |
| Rodalies de Catalunya     | Tarragona            | 2                 | RENFE      |
| Rodalies de Catalunya     | Girona               | 1                 | RENFE      |
| Cercanías Bilbao          | Bilbao               | 4                 | RENFE      |
| Cercanías Cádiz           | Cádiz                | 2                 | RENFE      |
| Cercanías Madrid          | Madrid               | 11                | RENFE      |
| Cercanías Málaga          | Málaga               | 2                 | RENFE      |
| Cercanías Murcia/Alicante | Murcia, Alicante     | 3                 | RENFE      |
| Cercanías Santander       | Santander            | 3                 | RENFE      |
| Cercanías San Sebastián   | San Sebastián        | 1                 | RENFE      |
| Cercanías Sevilla         | Sevilla              | 5                 | RENFE      |
| Cercanías Valencia        | Valencia             | 6                 | RENFE      |
| Cercanías Zaragoza        | Saragossa            | 1                 | RENFE      |

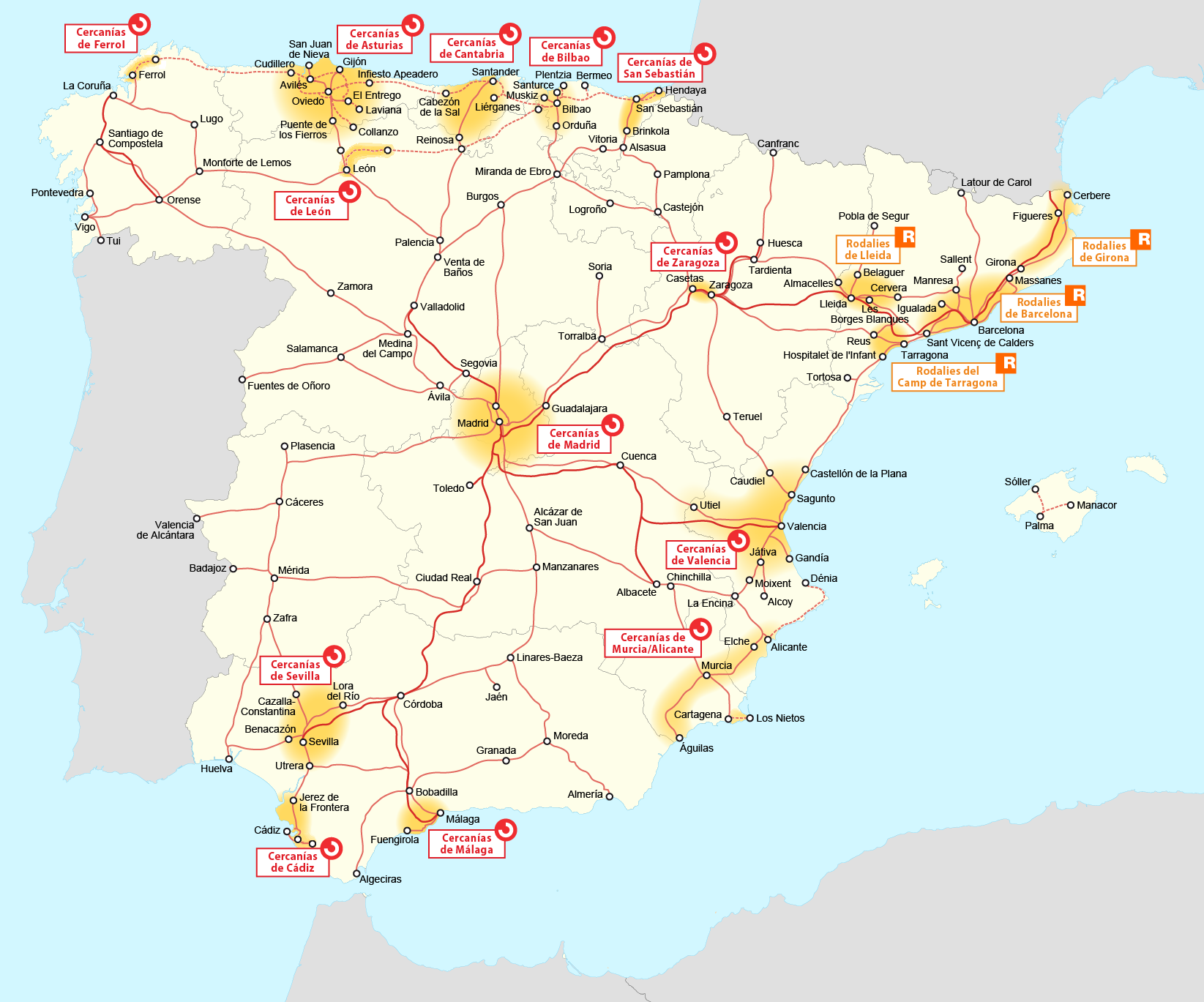
Karte von Cercanías-Gebieten

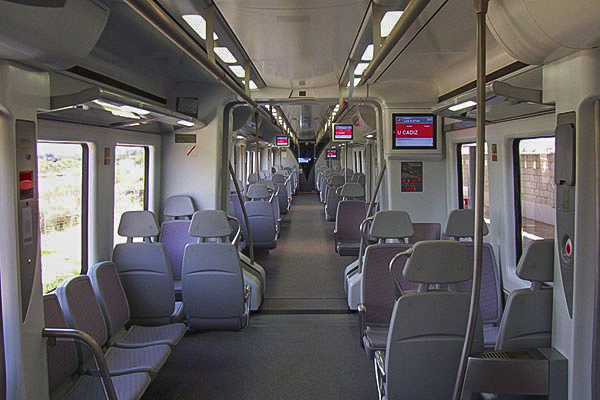
Innenansicht eines Cercanías-Zuges vom Typ Civia

Bei Cercanías-Linien in den Städten Ferrol und León, die ebenfalls von der Bahngesellschaft Renfe betrieben werden, handelt es sich um Dieseltriebzüge mit dünner Taktung.

### Geplante Netze
In Galicien werden mit Fertigstellung der Hochgeschwindigkeitstrassen in den Großräumen A Coruña und Vigo zwei weitere Netze in Betrieb gehen. Dabei werden zum Teil vorhandene Gleise genutzt, auf denen durch die Verlagerung des Fernverkehres auf die Hochgeschwindigkeitsstrecke Kapazitäten frei werden.

## Madrider Zuganschläge
Hauptartikel: Madrider Zuganschläge
Am 11. März 2004 wurde das Madrider Cercanías-Netz Ziel terroristischer Bombenanschläge. In Zügen, im Bahnhof Atocha und in dessen Nähe kam es zu insgesamt zehn Explosionen. Dabei starben 191 Menschen und etliche wurden verletzt.